# La monaca di Monza (opera teatrale)
La monaca di Monza è un dramma teatrale di Giovanni Testori, scritto nel 1967 e andato in scena per la prima volta al Teatro Bonci di Cesena nell'autunno dello stesso anno, con la regia, le luci ed i costumi di Luchino Visconti e con Lilla Brignone nelle vesti della protagonista. Del cast facevano parte anche Sergio Fantoni, Barbara Valmorin, Valentina Fortunato, Luca Ronconi, Anna Carena, Carlo Sabatini, Alberto Terrani, Adriana Alben e Mariangela Melato. Nonostante le polemiche e i litigi tra autore e regista a causa dei tagli e delle scelte registiche di quest'ultimo (Testori arrivò a scrivere un'invettiva in versi contro Visconti, rimasta inedita), lo spettacolo fu accolto favorevolmente dal pubblico, grazie anche all'autorevole interpretazione della Brignone.
Basandosi sugli studi effettuati da Mario Mazzucchelli sulle carte custodite nell'Archivio Arcivescovile di Milano relative al processo a Marianna di Leyva, Testori riscrisse teatralmente in un italiano moderno e introducendo elementi di paesaggio a lui contemporaneo (automobili, bulldozer, insegne al neon, jukebox, ecc.), la vicenda seicentesca di suor Virginia Maria, la Monaca di Monza, già sublimata da Alessandro Manzoni ne I promessi sposi in sole tre parole: La sventurata rispose.  

## Trama
La storia di Marianna, la Monaca di Monza (alias suor Virginia, condannata per omicidio insieme al suo amante Osio e costretta a passare tredici anni in un'angusta cella dotata di un solo foro per ricevere cibo e aria, fino all'intervento del cardinale Federico Borromeo che - colpito dal suo percorso di redenzione - la fece liberare), raccontata post mortem dalla stessa protagonista attraverso l'incontro e il dialogo con coloro che incisero sulla sua esistenza terrena. La rappresentazione si chiude con una bruciante invocazione: Guardaci. Punta i tuoi occhi su questi stracci che ti bestemmiano, su questo niente che ti reclama. Te lo chiediamo con lo strazio delle nostre ossa e delle nostre carni finite. Liberaci dalla nostra carne, liberaci dal nostro sangue, liberaci dalla nostra morte. O distruggiti anche tu nella nostra carne, nel nostro sangue e nella nostra morte. Ci senti? E allora liberaci, Cristo! Liberaci!

## Poetica
Sotto forma di una sorta d'inchiesta, con i personaggi tutti morti che parlano (e in questo l'opera pare essere debitrice di Piccola città di Thornton Wilder), il testo passa stilisticamente dal dramma ottocentesco al tormento religioso interiore di chi lotta senza tregua contro la carne: rappresenta la denuncia, la ribellione dell'autore contro ogni privazione, ogni costrizione, ogni violenza. Marianna e il suo amante Gian Paolo Osio diventano eroi positivi perché vittime tragiche, sono personaggi esemplari di una tragedia, inseriti in un universo lacerato. Gian Paolo viene sacrificato, Marianna diviene narratore e riesce perfettamente a rappresentare i binomi fede-peccato e ribellione-pentimento, punti nodali di tutto il corpus letterario di Testori.